# Bludynja
Bludynja (ryska: Блудыня) är ett vattendrag i Belarus.   Det ligger i voblasten Minsks voblast, i den norra delen av landet, 100 km nordost om huvudstaden Minsk.
I omgivningarna runt Bludynja växer i huvudsak blandskog. Runt Bludynja är det glesbefolkat, med 15 invånare per kvadratkilometer.